# أكاديمية ديجون للعلوم والفنون والآداب

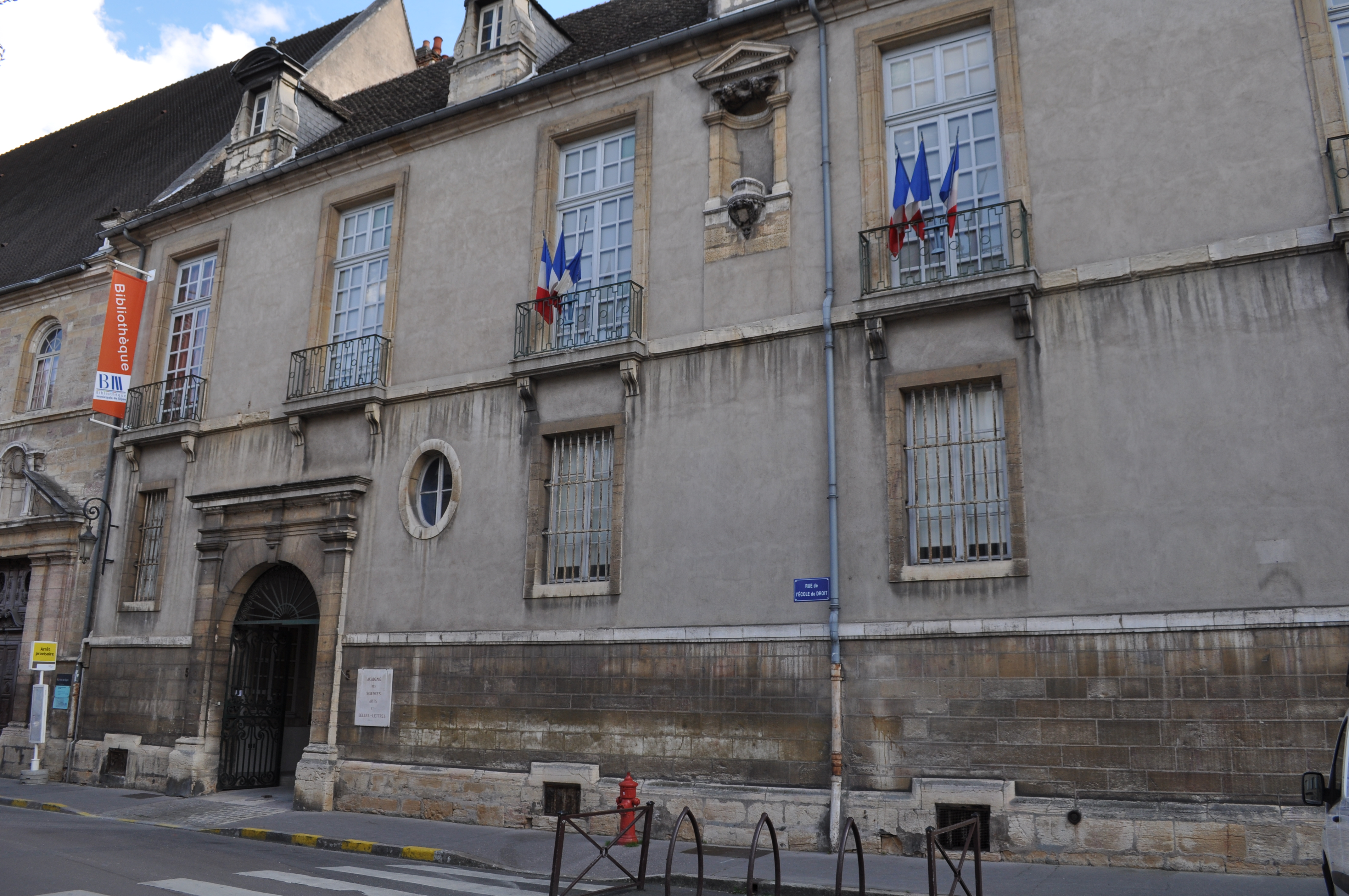
واجهة الأكاديمية (2012)

تأسست أكاديمية ديجون على يد هيكتور برنارد بوفييه، العضو الأكبر في برلمان بورغون، في عام 1725. حصلت على براءات الاختراع من خلال الرسائل الملكية في عام 1740. وفي عام 1775، أصبحت "أكاديمية العلوم والفنون والآداب الجميلة في ديجون". بعد أن كانت من عام 1855 إلى عام 1869 تسمى "الأكاديمية الإمبراطورية للعلوم والفنون والآداب في ديجون" قبل أن تعود في عام 1870 إلى اسمها الحالي.
في يوليو 1750، رعت الأكاديمية جائزة مسابقة حول سؤال طرحته، وجاء فيها، أنه على المتسابقين كتابة مقال حول السؤال التالي: هل ساعد تقدم العلوم والآداب على إفساد الأخلاق أم على تطهيرها؟". فاز جان جاك روسو بالجائزة عن طريق الجدال السلبي في كتابه "خطاب في الآداب والعلوم" . في عام 1754، تنافس مرة أخرى على الجائزة من خلال خطابه حول أصل وأساس عدم المساواة بين الرجال ، لكنه لم يفز بالجائزة في ذلك العام.
لا تزال أكاديمية العلوم والفنون والآداب في ديجون موجودة، ولا تزال تقدم الجائزة.